# Manning (Carolina do Sul)
Manning é uma cidade localizada no estado norte-americano da Carolina do Sul, no Condado de Clarendon.

## Demografia
Segundo o censo norte-americano de 2000, a sua população era de 4025 habitantes.
Em 2006, foi estimada uma população de 4017, um decréscimo de 8 (-0.2%).

## Geografia
De acordo com o United States Census Bureau tem uma área de
6,2 km², dos quais 6,2 km² cobertos por terra e 0,0 km² cobertos por água. Manning localiza-se a aproximadamente 35 m acima do nível do mar.

## Localidades na vizinhança
O diagrama seguinte representa as localidades num raio de 24 km ao redor de Manning.